# مركز الشيخ محمد بن راشد آل مكتوم للتواصل الحضاري
مركز الشيخ محمد بن راشد آل مكتوم للتواصل الحضاري هو مركز غير ربحي يعمل على تعزيز التواصل الحضاري ونشر الوعي بالثقافة الإماراتية، والدين، والعادات والتقاليد بين المقيمين والسياح الأجانب في دولة الإمارات العربية المتحدة. 

## نبذة
تأسس المركز في عام 1998 من قبل الشيخ محمد بن راشد آل مكتوم ، نائب رئيس الدولة ورئيس مجلس الوزراء في دولة الإمارات العربية المتحدة وحاكم دبي. ويقع المركز في منطقة البستكية، حي الفهيدي التاريخي، حيث يتخذ المبنى شكل البيت الإماراتي التراثي ذو البراجيل . ويعمل المركز تحت شعار«الأبواب مفتوحة، العقول متفتحة»، حيث ينظم العديد من الأنشطة، بما في ذلك جولات تعريفية للمواقع التراثية والمعالم في إمارة دبي، والبرامج التعليمية للطلاب وفعاليات التوعية الثقافية والمحاضرات ودروس اللغة العربية( باللهجة الخليجية المحلية) ، وموائد الإفطار خلال شهر رمضان ، فضلا عن توفير تجربة المطبخ الإماراتي التقليدي.  

## الأنشطة الثقافية
يقدم مركز الشيخ محمد بن راشد آل مكتوم للتواصل الحضاري العديد من الأنشطة الثقافية أهمها: 
- جولة تراثية تتضمن المشي ضمن حي البستكية في منطقة الفهيدي التاريخية وزيارة مسجد الفاروق.
- زيارة مسجد جميرا حيث يقوم المشاركون بجولة ثقافية في المسجد ويتعرفون على تعاليم الإسلام
- التعرف على الأطعمة الإماراتية و ثقافة الإمارات وعاداتها ودينها.
- أصدقاء الصحراء:حيث يتعرف الزوار بحيوانات الصحراء مثل الإبل، ونمط حياتها.
- برامج تعليمية مصممة خصيصاً بشكل يتناسب مع متطلبات الأشخاص،

- حصص الطبخ
- فن الخط العربي
- التعرف على حرفة التلّي (جدل الخيوط) وحرفة صنع العطور
- إفطار رمضان
- جولة بجانب خور دبي

## وصلات خارجية
الموقع الرسمي